# Matangi
Matangi è il quarto album discografico in studio dell'artista inglese M.I.A., pubblicato nel novembre 2013.

## Il disco
Il titolo del disco è sia una variante del nome reale della cantante (Mathangi), sia un riferimento ad una divinità hindu. Oltre all'induismo, i temi dell'album riguardano il karma e la reincarnazione.
Il primo singolo estratto dall'album è stato Bad Girls, distribuito quasi due anni prima della pubblicazione del disco (gennaio 2012).
Il disco è stato registrato in diverse città degli Stati Uniti, eccezion fatta per la traccia aTENTIion, registrata sull'isola di Bequia nelle Grenadine.
Per quanto riguarda le vendite, l'album ha raggiunto la posizione #23 della Billboard 200 e la #64 della Official Albums Chart.

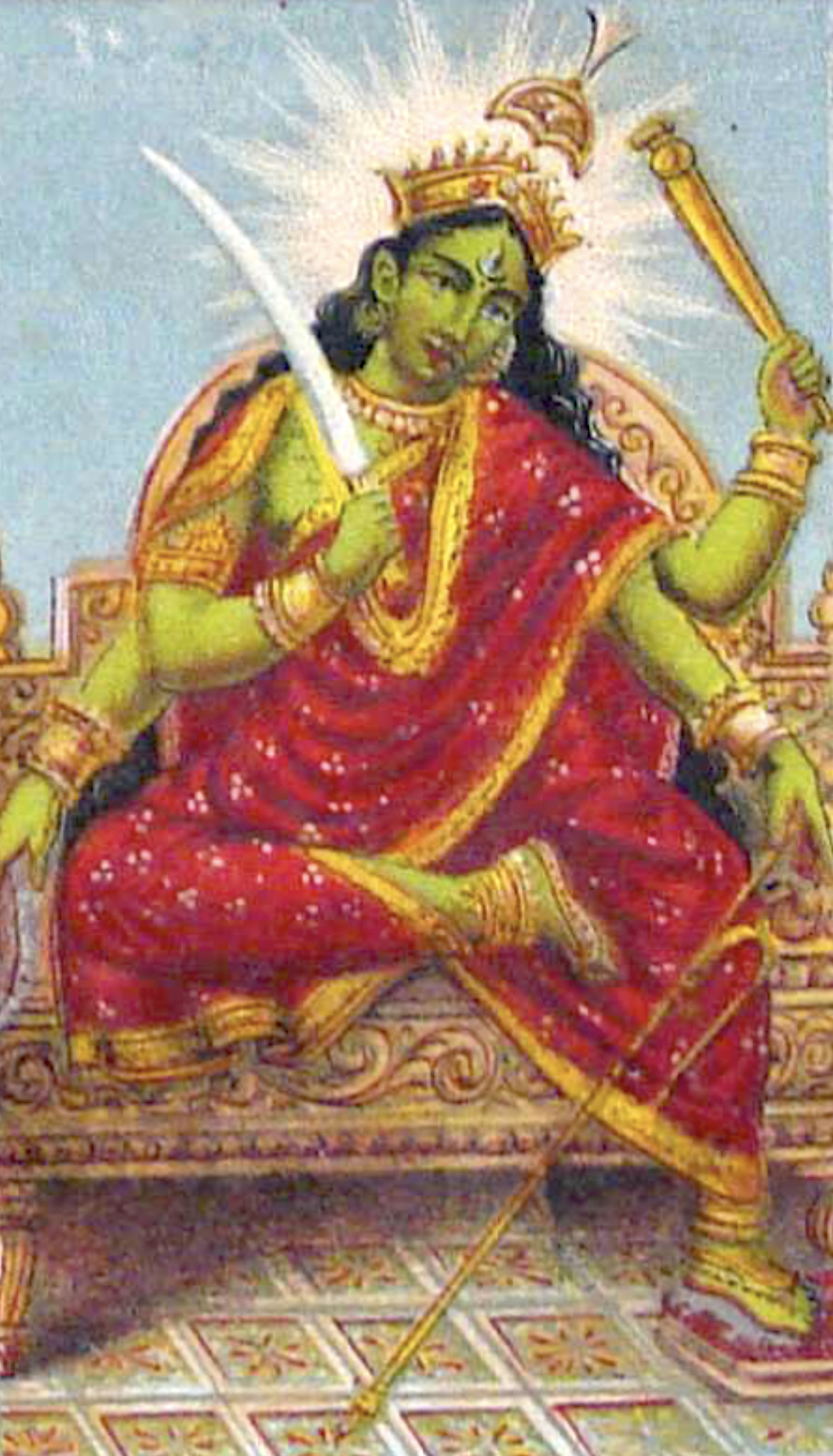
Matangi

## Tracce
1. Karmageddon – 1:34
2. MATANGI – 5:12
3. Only 1 U – 3:12
4. Warriors – 3:41
5. Come Walk With Me – 4:43
6. aTENTion – 3:40
7. Exodus (feat. The Weeknd) – 5:08
8. Bad Girls – 3:47
9. Boom Skit – 1:15
10. Double Bubble Trouble – 2:59
11. Y.A.L.A. – 4:23
12. Bring the Noize – 4:35
13. Lights – 4:35
14. Know It Ain't Right – 3:42
15. Sexodus (feat. The Weeknd) – 4:50